# Antonio Caño
Antonio Caño Barranco (Martos, 30 de marzo de 1957) es un periodista español. Fue director del periódico El País entre el 4 de mayo de 2014 y el 8 de junio de 2018. Previamente había sido corresponsal del diario El País en Estados Unidos.

## Biografía
Antonio Caño, nacido en 1957 en Martos en la provincia de Jaén (España), es licenciado en Periodismo por la Universidad Complutense de Madrid. Está casado y tiene tres hijos.

## Carrera profesional
Entre 1980 y 1982 trabajó como redactor en la sección internacional de la agencia oficial Efe. Desde 1982 ha sido periodista especializado en política internacional del diario madrileño El País, en el que ha ocupado varias responsabilidades y ha cubierto, entre otros acontecimientos, las guerras del Golfo Pérsico, de las Malvinas, del Chad o de El Salvador, las revueltas contra Augusto Pinochet en Chile, la caída del sandinismo en Nicaragua y cuatro elecciones presidenciales en Estados Unidos. Ha entrevistado a numerosos presidentes, jefes de Estado y personalidades, entre ellos Barack Obama, expresidente de los Estados Unidos. 
Desde 1984 ha sido enviado del periódico a diversos países de América como Colombia, Panamá, Nicaragua o México. También ha ejercido los cargos de redactor jefe de Internacional y subdirector responsable de la edición dominical. En 2006 estuvo al frente de la sección de Investigación y Análisis, hasta que fue nombrado corresponsal jefe en Washington.
En 2006 cubrió las victorias demócratas en las elecciones legislativas y el inicio de la campaña de Obama a la presidencia. En 2013 puso en marcha la edición América de El País, una web específica para los lectores que acceden al diario desde cualquier país del continente americano. En noviembre de 2013 el diario amplió su presencia en Latinoamérica con la inauguración de una edición propia en Brasil, con redacción en São Paulo, un lanzamiento que también supervisó Caño.

## Director de El País

Cabecera del diario El País de España desde 2007

El 18 de febrero de 2014, Juan Luis Cebrián, presidente de El País y de su empresa matriz, el Grupo Prisa, anunció ante la redacción que Antonio Caño sería el nuevo director del rotativo, el quinto desde su fundación en 1976. El 26 de febrero de 2014 el Consejo de Administración comunicó formalmente el nombramiento de Antonio Caño como director de El País. La decisión se sometió a una votación no vinculante por parte de la redacción. El resultado, con una participación del 73% del censo fue de 97 votos a favor (42,9%), 81 en contra (35,8%) y 47 en blanco (20,8%). Es el único director de la historia del diario que, en su votación, no superó el 50% de apoyos de la redacción. Su sucesora en el cargo, Soledad Gallego-Díaz, obtuvo un 97,2 % de votos a favor. 
Desde el inicio de su dirección, Caño sometió al diario a una profunda renovación: creó un equipo de producción y distribución digital, separó la edición de la versión impresa del diario y reorganizó la oferta de revistas que se distribuyen junto al diario en los quioscos el fin de semana. En espacio de dos años duplicó la audiencia y los ingresos por publicidad digital del diario, optando por un modelo de información de libre acceso y sin muros de pago. También llevó a cabo una profunda renovación del espacio físico de la redacción, convirtiéndolo en un entorno más digital y adaptado a las necesidades del diario. 
Caño también realizó durante el periodo en el que fue director una campaña contra Pedro Sánchez y el PSOE para evitar que consiguiesen la presidencia del gobierno de España. El 21 de junio de 2022 reconoció abiertamente, en su cuenta de Twitter, haber utilizado el periódico del que era director para influir en la política española, intentando perjudicar al que acabaría siendo Presidente del Gobierno de España, Pedro Sánchez, y los pactos con partidos de izquierdas e independentistas que, finalmente, permitirían su investidura y la conformación de su Gobierno.
En marzo de 2016, con motivo de la celebración del 40 aniversario de El País, Caño envió una carta a la redacción en la que anunció la transformación del diario en una cabecera únicamente digital: "Empiezo a tener la impresión de que el paso del papel a lo digital es solo uno y no el más grande de los muchos pasos que los periódicos tendremos que dar hasta alcanzar nuestro verdadero espacio futuro".
El 8 de junio de 2018, fue relevado del cargo de director del diario El País.

## Reconocimientos
- 1989. Premio Ojo Crítico de RNE.[8]
- 2011. Medalla al Mérito Civil.[8]
- 2017. Medalla de la Junta de Andalucía.[9]